# Clypeodytes bedeli
Clypeodytes bedeli är en skalbaggsart som beskrevs av Régimbart 1895. Clypeodytes bedeli ingår i släktet Clypeodytes och familjen dykare. Inga underarter finns listade i Catalogue of Life.